# Ħ
La H tagliata (maiuscolo Ħ, minuscolo ħ) è una lettera usata nell'alfabeto maltese per rappresentare una consonante fricativa faringale sorda.
Il carattere minuscolo è il simbolo IPA che rappresenta lo stesso suono.
Il carattere minuscolo è simile al cirillico serbo ć (ћ).
In fisica ħ è il simbolo della costante di Planck ridotta.

## Codifica Unicode per lettera H tagliata e per la costante di Planck ridotta
Nella codifica Unicode, in corrispondenza di questa lettera, è presente anche un carattere che identifica la costante di Planck ridotta:
| Carattere | Tipologia                                           | Unicode esadecimale | Unicode decimale | HTML     | TeX   |
| --------- | --------------------------------------------------- | ------------------- | ---------------- | -------- | ----- |
| Ħ         | H tagliata maiuscola, lettera dell'alfabeto maltese | &#x126;             | &#294;           | &Hstrok; |       |
| ħ         | H tagliata minuscola, lettera dell'alfabeto maltese | &#x127;             | &#295;           | &hstrok; |       |
| ℏ         | Simbolo della costante di Planck divisa per 2π      | &#x210F;            | &#8463;          | &hbar;   | \hbar |